# Vierschanzentournee 2021/22
Die 70. Vierschanzentournee 2021/22 war eine Reihe von Skisprungwettkämpfen, welche als Teil des Skisprung-Weltcups 2021/22 zwischen dem 29. Dezember 2021 und dem 6. Januar 2022 stattfanden. Die Tournee wurde von der FIS organisiert. Die Wettkämpfe waren wie in jedem Winter für die vier Skisprungschanzen von Oberstdorf, Garmisch-Partenkirchen, Innsbruck und Bischofshofen geplant. Nach windbedingter Absage des Wettbewerbs von Innsbruck fanden zwei Wettbewerbe in Bischofshofen statt. Wie bei allen anderen Weltcupspringen gab es auch für die Tourneeetappen Weltcuppunkte. Die Springen fanden aufgrund der COVID-19-Pandemie zum zweiten Mal in Folge ohne Zuschauer statt.
Titelverteidiger war der Pole Kamil Stoch, der 2020/21 zum dritten Mal die Tournee gewann. Er reiste jedoch nach der verpassten Qualifikation für das dritte Springen in Innsbruck ab, nachdem er bereits bei den ersten beiden Wettbewerben jeweils den zweiten Durchgang verpasst hatte. Er belegte letztendlich lediglich den 53. Platz der Gesamtwertung.
Die diesjährige Tournee-Ausgabe gewann der Japaner Ryōyū Kobayashi, der sich nach 2018/19 den „Goldenen Adler“ und den Gewinn von 100.000 Schweizer Franken (ca. 96.000 Euro) erneut sicherte. Er konnte die ersten drei Wettkämpfe gewinnen, lediglich das vierte Springen in Bischofshofen ging an den Österreicher Daniel Huber. Die weiteren Podestplätze der Gesamtwertung belegten die beiden Norweger Marius Lindvik und Halvor Egner Granerud. Bester Deutscher wurde Karl Geiger auf dem vierten Platz, einen Rang vor Markus Eisenbichler. Die beste Platzierung für Österreich fuhr Jan Hörl als Achter ein, einen Platz vor Daniel Huber. Bester Schweizer wurde Killian Peier als 13. knapp vor Gregor Deschwanden.

## Vorfeld

### Gesamtweltcupstand vor der Vierschanzentournee
| Rang | Name                  | Punkte |
| ---- | --------------------- | ------ |
| 01.  | Karl Geiger           | 594    |
| 02.  | Ryōyū Kobayashi       | 496    |
| 03.  | Halvor Egner Granerud | 361    |
| 04.  | Anže Lanišek          | 359    |
| 05.  | Stefan Kraft          | 358    |
| 06.  | Marius Lindvik        | 337    |
| 07.  | Markus Eisenbichler   | 291    |
| 08.  | Killian Peier         | 290    |
| 09.  | Cene Prevc            | 262    |
| 10.  | Jan Hörl              | 240    |

### Teilnehmende Nationen und nominierte Athleten
Die Anzahl der Athleten, die die Nationen an den Start schicken dürfen, ist abhängig von den Weltcup-Ergebnissen innerhalb eines Jahres vor Tourneebeginn sowie von den Ergebnissen des Continental Cups in Kuusamo. Zusätzlich schicken die austragenden Nationen Deutschland (erstmals nur in Garmisch-Partenkirchen und nicht in Oberstdorf) und Österreich (in Innsbruck und Bischofshofen) eine nationale Gruppe von jeweils sechs Athleten an den Start.
Folgende Skispringer wurden nominiert:
| Nation              | Plätze | Anzahl | Athleten |
| ------------------- | ------ | ------ | --- |
| Deutschland         | 7 + 6  | 13     | Markus Eisenbichler, Severin Freund, Karl Geiger, Stephan Leyhe, Pius Paschke, Constantin Schmid, Andreas Wellinger Nationale Gruppe: Martin Hamann, Felix Hoffmann, Justin Lisso, Kilian Märkl, Philipp Raimund, David Siegel (alle nur in Garmisch-Partenkirchen)                                                             |
| Österreich          | 7 + 6  | 15     | Philipp Aschenwald, Manuel Fettner, Jan Hörl, Daniel Huber, Stefan Kraft, Daniel Tschofenig, Ulrich Wohlgenannt Nationale Gruppe: Clemens Aigner, Michael Hayböck, Thomas Lackner, Stefan Rainer; Janni Reisenauer, Maximilian Steiner (beide ab Bischofshofen (Ersatz)); Elias Medwed, Maximilian Ortner (beide nur Innsbruck) |
| Bulgarien           | 3      | 1      | Wladimir Sografski |
| Volksrepublik China | 2      | 0      | |
| Estland             | 3      | 2      | Artti Aigro, Kevin Maltsev |
| Finnland            | 4      | 3      | Antti Aalto, Niko Kytösaho, Eetu Nousiainen (ab Garmisch-Partenkirchen) |
| Frankreich          | 2      | 1      | Valentin Foubert |
| Italien             | 2      | 2      | Giovanni Bresadola, Alex Insam |
| Japan               | 6      | 6      | Daiki Itō, Junshirō Kobayashi, Ryōyū Kobayashi, Naoki Nakamura, Keiichi Satō, Yukiya Satō |
| Kanada              | 2      | 1      | MacKenzie Boyd-Clowes |
| Kasachstan          | 3      | 3      | Sabyrschan Muminow, Sergei Tkatschenko, Danil Wassiljew |
| Norwegen            | 7      | 7      | Joacim Ødegård Bjøreng (ab Innsbruck), Johann André Forfang, Halvor Egner Granerud, Robert Johansson, Marius Lindvik, Daniel-André Tande, Fredrik Villumstad |
| Polen               | 6      | 6      | Dawid Kubacki, Andrzej Stękała, Kamil Stoch (bis Innsbruck), Paweł Wąsek, Jakub Wolny, Piotr Żyła |
| Rumänien            | 2      | 2      | Daniel Cacina, Andrei Feldorean |
| Russland            | 5      | 5      | Jewgeni Klimow, Ilja Mankow, Michail Nasarow, Danil Sadrejew, Roman Trofimow |
| Schweiz             | 4      | 3      | Simon Ammann, Gregor Deschwanden, Killian Peier |
| Slowenien           | 6      | 7      | Žiga Jelar, Lovro Kos, Anže Lanišek, Žak Mogel (ab Innsbruck), Cene Prevc (bis Garmisch-Partenkirchen), Peter Prevc, Timi Zajc |
| Südkorea            | 2      | 1      | Choi Heung-chul |
| Tschechien          | 3      | 3      | Roman Koudelka, Viktor Polášek, Filip Sakala |
| Türkei              | 2      | 2      | Muhammet İrfan Çintımar, Fatih Arda İpcioğlu |
| Ukraine             | 2      | 3      | Witalij Kalinitschenko, Jewhen Marussjak (in Garmisch-Partenkirchen und Innsbruck), Andrij Waskul (in Oberstdorf und ab Bischofshofen (Ersatz)) |
| Vereinigte Staaten  | 2      | 3      | Kevin Bickner (in Garmisch-Partenkirchen und Innsbruck), Decker Dean (in Oberstdorf und ab Bischofshofen (Ersatz)), Casey Larson |

## Austragungsorte

### Oberstdorf
Audi Arena Oberstdorf (Große Schattenbergschanze, HS 137)
Die Qualifikation für das Auftaktspringen der 70. Vierschanzentournee in Oberstdorf fand am 28. Dezember 2021 statt. Hierbei setzte sich der Japaner Ryōyū Kobayashi vor Karl Geiger aus Deutschland und den beiden punktgleichen Norwegern Halvor Egner Granerud und Johann André Forfang durch.
Der Wettkampf fand am 29. Dezember 2021 statt. Ryōyū Kobayashi konnte sich knapp vor den beiden Norwegern Granerud und Robert Johansson durchsetzen. Nach dem ersten Durchgang hatte noch Johansson vorne gelegen, der weiteste Sprung des Wettkampfes im zweiten Durchgang sicherte jedoch letztendlich dem Japaner den Tagessieg.
Titelverteidiger Kamil Stoch schied aus und verlor damit die Chance auf einen erneuten Triumph bei der Vierschanzentournee.
Mit Fatih Arda İpcioğlu sicherte sich erstmals ein türkischer Skispringer Weltcuppunkte.
| Rang | Name                  | Punkte | Weite 1 | Weite 2 |
| ---- | --------------------- | ------ | ------- | ------- |
| 01   | Ryōyū Kobayashi       | 302,0  | 128,5 m | 141,0 m |
| 02   | Halvor Egner Granerud | 299,2  | 132,0 m | 133,0 m |
| 03   | Robert Johansson      | 298,6  | 135,5 m | 131,0 m |
| 04   | Marius Lindvik        | 296,3  | 129,5 m | 137,5 m |
| 05   | Karl Geiger           | 295,9  | 131,5 m | 131,0 m |
| 06   | Lovro Kos             | 289,5  | 126,5 m | 139,5 m |
| 07   | Markus Eisenbichler   | 281,1  | 129,5 m | 132,5 m |
| 08   | Daniel Huber          | 269,0  | 129,0 m | 126,5 m |
| 09   | Stephan Leyhe         | 266,8  | 124,5 m | 125,0 m |
| 10   | Gregor Deschwanden    | 262,6  | 129,0 m | 122,5 m |
| 11   | Junshirō Kobayashi    | 261,2  | 127,0 m | 124,5 m |
| 12   | Stefan Kraft          | 260,1  | 126,5 m | 123,0 m |
| 13   | Simon Ammann          | 258,4  | 123,0 m | 125,0 m |
| 14   | Killian Peier         | 256,8  | 121,5 m | 125,0 m |
| 15   | Jewgeni Klimow        | 256,6  | 122,0 m | 123,0 m |

| Rang | Name                  | Punkte | Weite 1 | Weite 2 |
| ---- | --------------------- | ------ | ------- | ------- |
| 16   | Yukiya Satō           | 252,8  | 117,0 m | 123,5 m |
| 17   | Jan Hörl              | 252,4  | 121,0 m | 121,5 m |
| 18   | Daniel-André Tande    | 251,0  | 121,5 m | 121,0 m |
| 19   | Peter Prevc           | 249,8  | 128,0 m | 118,0 m |
| 20   | Naoki Nakamura        | 248,1  | 121,5 m | 119,0 m |
| 21   | Daniel Tschofenig     | 246,2  | 122,0 m | 115,5 m |
| 22   | Philipp Aschenwald    | 244,7  | 121,0 m | 116,0 m |
| 23   | Anže Lanišek          | 241,3  | 116,0 m | 121,5 m |
| 24   | Roman Trofimow        | 234,1  | 115,5 m | 123,5 m |
| 25   | MacKenzie Boyd-Clowes | 234,0  | 126,5 m | 111,0 m |
| 26   | Pius Paschke          | 233,8  | 123,0 m | 110,0 m |
| 27   | Cene Prevc            | 230,7  | 122,0 m | 110,5 m |
| 28   | Dawid Kubacki         | 227,8  | 111,5 m | 113,5 m |
| 29   | Fatih Arda İpcioğlu   | 224,7  | 120,0 m | 109,0 m |
| 30   | Johann André Forfang  | 224,4  | 110,5 m | 121,0 m |

### Garmisch-Partenkirchen
Große Olympiaschanze (HS 142)
Die Qualifikation für das Springen in Garmisch-Partenkirchen fand am 31. Dezember 2021 statt. Markus Eisenbichler setzte sich knapp vor dem Oberstdorf-Sieger Ryōyū Kobayashi durch. Auf den nächsten Plätzen folgten Karl Geiger und Jan Hörl. Aus der sechsköpfigen „Nationalen Gruppe“ Deutschlands, die beim Tournee-Start noch nicht im Einsatz war, schafften Justin Lisso auf Platz 40 und Felix Hoffmann auf Platz 45 den Sprung in den Wettbewerb. Zu den Überraschungen zählte, dass Stefan Kraft in der Qualifikation scheiterte.
Der Wettkampf, das sogenannte Neujahrsspringen, fand am 1. Januar 2022 statt. Nach dem ersten Durchgang lag Kobayashi dank eines Sprungs auf 143 m knapp vor Eisenbichler und Marius Lindvik. Mitfavorit Granerud patzte und verlor gegenüber Kobayashi bereits im ersten Durchgang über 25 Punkte. Unter anderem aufgrund von schlechten Windverhältnissen konnten auch Karl Geiger und Robert Johansson keine erstklassigen Sprünge zeigen und verloren letztendlich jeweils ebenfalls über 25 Punkte gegenüber dem Japaner. Im zweiten Durchgang konnte der Slowene Lovro Kos die höchste Punktzahl erreichen, obwohl Markus Eisenbichler über fünf Meter weiter auf 143,5 m sprang. Am Ende machte der nicht gesetzte Telemark bei Eisenbichler den Unterschied. Kobayashi gewann trotz eines schlechteren zweiten Sprungs denkbar knapp mit 0,2 Punkten Vorsprung und baute zugleich seinen Vorsprung in der Gesamtwertung auf über 10 Punkte aus. Als Dritter der Tageswertung sprang Kos erstmals in seiner Karriere auf ein Weltcup-Podest.
| Rang | Name                  | Punkte | Weite 1 | Weite 2 |
| ---- | --------------------- | ------ | ------- | ------- |
| 01   | Ryōyū Kobayashi       | 291,2  | 143,0 m | 135,5 m |
| 02   | Markus Eisenbichler   | 291,0  | 141,0 m | 143,5 m |
| 03   | Lovro Kos             | 286,0  | 135,5 m | 138,0 m |
| 04   | Marius Lindvik        | 283,7  | 138,0 m | 138,0 m |
| 05   | Jan Hörl              | 274,9  | 134,0 m | 132,0 m |
| 06   | Yukiya Sato           | 267,9  | 132,5 m | 130,0 m |
| 07   | Karl Geiger           | 265,0  | 130,0 m | 127,5 m |
| 08   | Halvor Egner Granerud | 264,2  | 128,0 m | 140,5 m |
| 09   | Timi Zajc             | 264,1  | 137,0 m | 127,5 m |
| 10   | Stephan Leyhe         | 263,7  | 128,0 m | 136,5 m |
| 11   | Piotr Żyła            | 262,0  | 135,5 m | 131,0 m |
| 12   | Killian Peier         | 261,8  | 130,5 m | 132,0 m |
| 13   | Robert Johansson      | 261,2  | 132,0 m | 135,0 m |
| 14   | Anže Lanišek          | 257,6  | 130,0 m | 135,0 m |
| 15   | Cene Prevc            | 257,3  | 131,0 m | 135,0 m |

| Rang | Name                 | Punkte | Weite 1 | Weite 2 |
| ---- | -------------------- | ------ | ------- | ------- |
| 16   | Daniel Huber         | 257,1  | 132,0 m | 132,0 m |
| 17   | Daniel-André Tande   | 256,1  | 134,5 m | 125,5 m |
| 18   | Daniel Tschofenig    | 255,6  | 127,0 m | 133,0 m |
| 19   | Jewgeni Klimow       | 252,2  | 128,0 m | 132,0 m |
| 20   | Constantin Schmid    | 249,2  | 133,0 m | 125,5 m |
| 21   | Naoki Nakamura       | 249,0  | 130,5 m | 130,0 m |
| 22   | Andreas Wellinger    | 247,1  | 131,0 m | 129,0 m |
| 23   | Jakub Wolny          | 246,5  | 127,0 m | 132,5 m |
| 24   | Johann André Forfang | 246,0  | 127,5 m | 131,5 m |
| 25   | Gregor Deschwanden   | 245,9  | 129,0 m | 130,5 m |
| 26   | Fredrik Villumstad   | 245,5  | 129,5 m | 130,0 m |
| 27   | Philipp Aschenwald   | 244,7  | 128,0 m | 126,5 m |
| 28   | Severin Freund       | 244,2  | 128,0 m | 127,5 m |
| 29   | Daiki Itō            | 241,4  | 127,5 m | 128,0 m |
| 30   | Danil Sadrejew       | 229,4  | 123,0 m | 128,0 m |

Tournee-Zwischenstand
Unter Berücksichtigung der Ergebnisse von Oberstdorf und Garmisch-Partenkirchen ergibt sich folgender Zwischenstand in der Tournee-Gesamtwertung (aufgeführt sind die zehn besten Springer):
| Rang | Name                  | Punkte |
| ---- | --------------------- | ------ |
| 01   | Ryōyū Kobayashi       | 593,2  |
| 02   | Marius Lindvik        | 580,0  |
| 03   | Lovro Kos             | 575,5  |
| 04   | Markus Eisenbichler   | 572,1  |
| 05   | Halvor Egner Granerud | 563,4  |
| 06   | Karl Geiger           | 560,9  |
| 07   | Robert Johansson      | 559,8  |
| 08   | Stephan Leyhe         | 530,5  |
| 09   | Jan Hörl              | 527,3  |
| 10   | Daniel Huber          | 526,1  |

### Innsbruck
Bergiselschanze (HS 128)
Die Qualifikation für das Springen in Innsbruck fand am 3. Januar 2022 statt. Der in der Tournee zu diesem Zeitpunkt Führende, Ryōyū Kobayashi, gewann die Qualifikation vor Jan Hörl und Killian Peier. Auf den weiteren Plätzen folgten Daniel Huber und Lovro Kos, dem mit 130 Metern die größte Weite des Tages gelang. Als bester Deutscher qualifizierte sich Severin Freund auf Platz 6. Ebenfalls in den Top 10 landeten Markus Eisenbichler (Platz 8) und Karl Geiger (Platz 10). Aus der sechsköpfigen „Nationalen Gruppe“ Österreichs, die erstmals am Start war, schafften es Thomas Lackner, Clemens Aigner und Stefan Rainer in den Wettbewerb. Vorjahressieger Kamil Stoch sprang auf Platz 59 und scheiterte damit in der Qualifikation.
Der für den 4. Januar 2022 vorgesehene Wettkampf wurde wegen zu starken Windes abgesagt. Ein gleiches Szenario hatte es 2007/08 bereits erstmals gegeben.
Aufgrund der Absage des Wettkampfes zählt die erwähnte Qualifikation nicht und stattdessen fanden am 5. Januar sowohl eine erneute Qualifikation als auch der Wettkampf als Ersatz in Bischofshofen statt.

### Bischofshofen (Ersatz für Innsbruck)
Paul-Außerleitner-Schanze (HS 140)
Die Qualifikation für das Nachholspringen fand ebenso wie der Wettkampf am 5. Januar 2022 statt. In der Qualifikation siegte Ryōyū Kobayashi dank eines Sprungs auf 141,5 Meter vor den beiden Norwegern Marius Lindvik und Daniel-André Tande.
Nach dem ersten Durchgang führte Lindvik, der bis dato auf dem zweiten Platz der Tournee-Gesamtwertung gelegen war, vor Kobayashi und seinem Teamkollegen Halvor Egner Granerud. Der Slowene Lovro Kos, der sich nach dem Wettbewerb in Garmisch-Partenkirchen in der Gesamtwertung auf dem dritten Platz befunden hatte, stürzte im ersten Durchgang nach einem Sprung auf 136 Meter. Dank der großen Weite durfte er aber auch seinen zweiten Sprung machen und verbesserte sich nach einem Satz auf 138,5 Meter auf Platz 25 der Tageswertung, verlor aber dennoch jegliche Chancen auf einen Tournee-Podestplatz. Den weitesten Sprung zeigte mit 140,5 Meter im zweiten Durchgang der Deutsche Markus Eisenbichler, der sich dadurch von Platz 16 nach der ersten Runde noch auf den achten Platz verbesserte. Aufgrund schlechterer Windbedingungen und geringerer Anlauflänge konnte aber Ryōyū Kobayashi nach einem Sprung auf 137,5 Meter die meisten Punkte des zweiten Durchgangs erzielen und siegte letztendlich vor Lindvik und Granerud, wodurch er seinen Vorsprung in der Gesamtwertung weiter ausbaute und noch dazu nur noch einen weiteren Sieg benötigte, um der erste Springer zu sein, der jemals den „Grand Slam“ zweimal holte.
| Rang | Name                  | Punkte | Weite 1 | Weite 2 |
| ---- | --------------------- | ------ | ------- | ------- |
| 01   | Ryōyū Kobayashi       | 291,3  | 137,0 m | 137,5 m |
| 02   | Marius Lindvik        | 286,6  | 137,5 m | 135,5 m |
| 03   | Halvor Egner Granerud | 282,4  | 135,5 m | 135,5 m |
| 04   | Karl Geiger           | 280,8  | 133,0 m | 136,0 m |
| 05   | Manuel Fettner        | 273,1  | 137,0 m | 132,5 m |
| 05   | Jan Hörl              | 273,1  | 138,0 m | 132,5 m |
| 07   | Robert Johansson      | 270,4  | 133,0 m | 135,0 m |
| 08   | Markus Eisenbichler   | 270,3  | 130,0 m | 140,5 m |
| 09   | Michael Hayböck       | 267,1  | 130,5 m | 131,5 m |
| 10   | Yukiya Satō           | 262,9  | 137,0 m | 126,5 m |
| 11   | Clemens Aigner        | 262,7  | 129,0 m | 135,5 m |
| 12   | Severin Freund        | 257,3  | 131,5 m | 133,5 m |
| 13   | Daniel Huber          | 257,0  | 132,0 m | 127,5 m |
| 14   | Timi Zajc             | 256,6  | 130,5 m | 131,5 m |
| 15   | Andreas Wellinger     | 252,7  | 129,5 m | 130,5 m |

| Rang | Name                 | Punkte | Weite 1 | Weite 2 |
| ---- | -------------------- | ------ | ------- | ------- |
| 16   | Johann André Forfang | 251,5  | 134,5 m | 123,5 m |
| 17   | Philipp Aschenwald   | 251,4  | 132,5 m | 124,5 m |
| 18   | Piotr Żyła           | 250,1  | 130,0 m | 130,0 m |
| 19   | Junshirō Kobayashi   | 249,4  | 129,5 m | 129,5 m |
| 20   | Stephan Leyhe        | 249,0  | 130,5 m | 135,0 m |
| 21   | Dawid Kubacki        | 248,2  | 128,5 m | 131,5 m |
| 22   | Ulrich Wohlgenannt   | 247,5  | 131,5 m | 124,0 m |
| 23   | Stefan Kraft         | 246,3  | 133,0 m | 123,0 m |
| 24   | Daiki Itō            | 245,1  | 131,0 m | 126,0 m |
| 25   | Lovro Kos            | 243,9  | 136,0 m | 138,5 m |
| 26   | Killian Peier        | 243,5  | 130,0 m | 133,0 m |
| 27   | Danil Sadrejew       | 240,1  | 129,5 m | 126,5 m |
| 28   | Peter Prevc          | 237,3  | 133,5 m | 116,5 m |
| 29   | Gregor Deschwanden   | 236,8  | 129,5 m | 127,5 m |
| 30   | Jakub Wolny          | 224,7  | 124,0 m | 125,0 m |

Tournee-Zwischenstand
Unter Berücksichtigung der Ergebnisse der ersten drei Stationen ergibt sich folgender Zwischenstand in der Tournee-Gesamtwertung (aufgeführt sind die zehn besten Springer):
| Rang | Name                  | Punkte |
| ---- | --------------------- | ------ |
| 01   | Ryōyū Kobayashi       | 884,5  |
| 02   | Marius Lindvik        | 866,6  |
| 03   | Halvor Egner Granerud | 845,8  |
| 04   | Markus Eisenbichler   | 842,4  |
| 05   | Karl Geiger           | 841,7  |
| 06   | Robert Johansson      | 830,2  |
| 07   | Lovro Kos             | 819,4  |
| 08   | Jan Hörl              | 800,4  |
| 09   | Yukiya Satō           | 783,6  |
| 10   | Daniel Huber          | 783,1  |

### Bischofshofen
Paul-Außerleitner-Schanze (HS 140)
Die Qualifikation und der Wettkampf des letzten Springens der 70. Vierschanzentournee fanden am 6. Januar 2022 statt. In der Qualifikation siegte erneut Ryōyū Kobayashi, vor Markus Eisenbichler und Marius Lindvik.
Im ersten Durchgang des Wettkampfs dann zeigten aber die beiden Führenden der Tournee-Gesamtwertung erstmals leichte Schwächen: Kobayashi belegte nach einem Sprung auf 133,5 Meter nur Platz 5, Lindvik konnte sogar nur 126 Meter zeigen und sich damit auf Position 23 einreihen. Es führte nach dem ersten Sprung der Deutsche Karl Geiger mit der Bestweite des Durchgangs, 140,5 Meter, knapp vor dem Österreicher Daniel Huber und dem Japaner Yukiya Satō. Dank des großen Vorsprungs nach den ersten drei Wettbewerben und einem schwächeren Sprung seines ärgsten Verfolgers Lindvik war der Gesamtsieg Kobayashis bereits zu diesem Zeitpunkt fast sicher. Dahinter entbrannte jedoch ein knapper Kampf um die verbleibenden Podestplätze zwischen Lindvik, seinem Teamkollegen Halvor Egner Granerud sowie den beiden Deutschen Karl Geiger und Markus Eisenbichler, den letztlich Lindvik dank der höchsten Punktzahl des zweiten Durchgangs für sich entscheiden sollte. Der Slowene Lovro Kos zeigte mit 144 Metern im zweiten Sprung Tagesbestweite, belegte aber aufgrund eines schwächeren ersten Sprungs nur Platz 9 der Tageswertung. Auch Geiger und Satō konnten nicht ihre besten Leistungen abrufen, wodurch sich die Chance für Halvor Egner Granerud ergab, in der Tageswertung an beiden vorbei zu ziehen und Platz 2 zu belegen sowie den dritten Platz der Gesamtwertung zu sichern. Durch Sprünge auf 136,5 Meter und 137 Meter konnte Daniel Huber seinen ersten Weltcupsieg ergattern.
| Rang | Name                  | Punkte | Weite 1 | Weite 2 |
| ---- | --------------------- | ------ | ------- | ------- |
| 01   | Daniel Huber          | 286,8  | 136,5 m | 137,0 m |
| 02   | Halvor Egner Granerud | 282,4  | 136,5 m | 136,0 m |
| 03   | Karl Geiger           | 281,9  | 140,5 m | 132,0 m |
| 04   | Yukiya Satō           | 281,1  | 139,0 m | 134,5 m |
| 05   | Ryōyū Kobayashi       | 277,8  | 133,5 m | 133,5 m |
| 06   | Robert Johansson      | 277,7  | 133,0 m | 135,0 m |
| 07   | Jan Hörl              | 275,3  | 130,0 m | 136,0 m |
| 08   | Markus Eisenbichler   | 275,2  | 133,0 m | 134,0 m |
| 09   | Lovro Kos             | 273,6  | 132,0 m | 144,0 m |
| 10   | Marius Lindvik        | 271,5  | 126,0 m | 139,0 m |
| 11   | Philipp Aschenwald    | 269,1  | 136,0 m | 132,5 m |
| 12   | Wladimir Sografski    | 261,5  | 130,5 m | 135,0 m |
| 13   | Piotr Żyła            | 260,9  | 128,0 m | 134,0 m |
| 14   | Junshirō Kobayashi    | 260,4  | 129,5 m | 135,0 m |
| 15   | Anže Lanišek          | 257,5  | 127,5 m | 132,0 m |

| Rang | Name               | Punkte | Weite 1 | Weite 2 |
| ---- | ------------------ | ------ | ------- | ------- |
| 16   | Timi Zajc          | 255,9  | 133,0 m | 129,0 m |
| 17   | Constantin Schmid  | 255,7  | 130,5 m | 130,0 m |
| 18   | Clemens Aigner     | 255,5  | 128,5 m | 131,0 m |
| 19   | Daniel Tschofenig  | 254,4  | 129,0 m | 129,5 m |
| 20   | Manuel Fettner     | 250,2  | 137,5 m | 132,0 m |
| 21   | Peter Prevc        | 247,0  | 129,0 m | 127,5 m |
| 22   | Michael Hayböck    | 245,4  | 126,5 m | 127,5 m |
| 23   | Pius Paschke       | 245,1  | 130,5 m | 126,0 m |
| 24   | Stefan Kraft       | 245,0  | 124,0 m | 129,0 m |
| 25   | Stephan Leyhe      | 242,4  | 130,0 m | 125,5 m |
| 25   | Gregor Deschwanden | 242,4  | 129,0 m | 124,5 m |
| 27   | Dawid Kubacki      | 235,0  | 128,0 m | 123,0 m |
| 28   | Killian Peier      | 231,5  | 124,0 m | 123,5 m |
| 29   | Žiga Jelar         | 230,7  | 125,0 m | 124,0 m |
| 30   | Jewgeni Klimow     | 225,2  | 126,5 m | 118,5 m |

## Tournee-Endstand

### Übersicht
| Datum          | Ort                    | Schanze                         | Anmerkung      | Sieger                                                                                          | Zweiter                                                                                         | Dritter                                                                                         | Gesamtführender |
| -------------- | ---------------------- | ------------------------------- | -------------- | ----------------------------------------------------------------------------------------------- | ----------------------------------------------------------------------------------------------- | ----------------------------------------------------------------------------------------------- | --------------- |
| 29.12.2021     | Oberstdorf             | Schattenbergschanze HS137       | Nacht          | Ryōyū Kobayashi                                                                                 | Halvor Egner Granerud                                                                           | Robert Johansson                                                                                | Ryōyū Kobayashi |
| 01.01.2022     | Garmisch-Partenkirchen | Große Olympiaschanze HS142      |                | Ryōyū Kobayashi                                                                                 | Markus Eisenbichler                                                                             | Lovro Kos                                                                                       | Ryōyū Kobayashi |
| 04.01.2022     | Innsbruck              | Bergiselschanze HS130           |                | Wettkampf aufgrund starken Windes abgesagt. Ersatzwettkampf am 5. Januar 2022 in Bischofshofen. | Wettkampf aufgrund starken Windes abgesagt. Ersatzwettkampf am 5. Januar 2022 in Bischofshofen. | Wettkampf aufgrund starken Windes abgesagt. Ersatzwettkampf am 5. Januar 2022 in Bischofshofen. | Ryōyū Kobayashi |
| 05.01.2022     | Bischofshofen          | Paul-Außerleitner-Schanze HS142 | Nacht          | Ryōyū Kobayashi                                                                                 | Marius Lindvik                                                                                  | Halvor Egner Granerud                                                                           | Ryōyū Kobayashi |
| 06.01.2022     | Bischofshofen          | Paul-Außerleitner-Schanze HS142 | Nacht          | Daniel Huber                                                                                    | Halvor Egner Granerud                                                                           | Karl Geiger                                                                                     | Ryōyū Kobayashi |
| Gesamtwertung: | Gesamtwertung:         | Gesamtwertung:                  | Gesamtwertung: | Ryōyū Kobayashi                                                                                 | Marius Lindvik                                                                                  | Halvor Egner Granerud                                                                           |                 |

### Gesamtwertung der 70. Vierschanzentournee
Nach allen vier Springen wurden die Punkte der Skispringer aus allen acht Wertungsdurchgängen addiert. Der Springer mit der höchsten Punktzahl wurde der Gesamtsieger der Tournee.
| Rang | Name                  | Punkte |
| ---- | --------------------- | ------ |
| 01.  | Ryōyū Kobayashi       | 1162,3 |
| 02.  | Marius Lindvik        | 1138,1 |
| 03.  | Halvor Egner Granerud | 1128,2 |
| 04.  | Karl Geiger           | 1123,6 |
| 05.  | Markus Eisenbichler   | 1117,6 |
| 06.  | Robert Johansson      | 1107,9 |
| 07.  | Lovro Kos             | 1093,0 |
| 08.  | Jan Hörl              | 1075,7 |
| 09.  | Daniel Huber          | 1069,9 |
| 10.  | Yukiya Satō           | 1064,7 |
| 11.  | Stephan Leyhe         | 1021,9 |
| 12.  | Philipp Aschenwald    | 1009,9 |
| 13.  | Killian Peier         | 993,6  |
| 14.  | Gregor Deschwanden    | 987,7  |
| 15.  | Piotr Żyła            | 889,5  |
| 16.  | Anže Lanišek          | 878,9  |
| 17.  | Junshirō Kobayashi    | 876,8  |
| 18.  | Daniel Tschofenig     | 871,4  |
| 19.  | Jewgeni Klimow        | 858,4  |
| 20.  | Peter Prevc           | 850,9  |
| 21.  | Johann André Forfang  | 830,8  |
| 22.  | Dawid Kubacki         | 826,7  |
| 23.  | Timi Zajc             | 776,6  |
| 24.  | Manuel Fettner        | 758,2  |
| 25.  | Constantin Schmid     | 754,7  |
| 26.  | Stefan Kraft          | 751,4  |
| 27.  | Daniel-André Tande    | 748,0  |
| 28.  | Naoki Nakamura        | 708,8  |
| 29.  | Pius Paschke          | 707,3  |
| 30.  | Danil Sadrejew        | 704,5  |
| 31.  | Andreas Wellinger     | 618,8  |
| 32.  | Daiki Itō             | 609,9  |

| Rang | Name                   | Punkte |
| ---- | ---------------------- | ------ |
| 33.  | Severin Freund         | 608,2  |
| 34.  | Ulrich Wohlgenannt     | 603,8  |
| 35.  | Jakub Wolny            | 595,2  |
| 36.  | Wladimir Sografski     | 594,4  |
| 37.  | Simon Ammann           | 594,3  |
| 38.  | Clemens Aigner         | 518,2  |
| 39.  | Michael Hayböck        | 512,5  |
| 40.  | Cene Prevc             | 488,0  |
| 41.  | Fredrik Villumstad     | 479,1  |
| 42.  | Žiga Jelar             | 462,6  |
| 43.  | Niko Kytösaho          | 456,6  |
| 44.  | Fatih Arda İpcioğlu    | 449,5  |
| 45.  | Giovanni Bresadola     | 431,4  |
| 46.  | Artti Aigro            | 418,9  |
| 47.  | Roman Trofimow         | 417,1  |
| 48.  | Paweł Wąsek            | 357,7  |
| 49.  | MacKenzie Boyd-Clowes  | 337,9  |
| 50.  | Thomas Lackner         | 233,9  |
| 51.  | Andrzej Stękała        | 230,6  |
| 52.  | Ilja Mankow            | 216,8  |
| 53.  | Kamil Stoch            | 214,5  |
| 54.  | Keiichi Satō           | 211,6  |
| 55.  | Kevin Maltsev          | 201,2  |
| 56.  | Žak Mogel              | 159,4  |
| 57.  | Roman Koudelka         | 114,2  |
| 58.  | Joacim Ødegård Bjøreng | 112,1  |
| 59.  | Antti Aalto            | 108,6  |
| 60.  | Justin Lisso           | 107,3  |
| 60.  | Viktor Polášek         | 107,3  |
| 62.  | Stefan Rainer          | 105,7  |
| 63.  | Eetu Nousiainen        | 103,3  |
| 64.  | Felix Hoffmann         | 101,2  |

### Gesamtweltcupstand nach der Vierschanzentournee
| Rang | Name                  | Punkte |
| ---- | --------------------- | ------ |
| 01.  | Ryōyū Kobayashi       | 841    |
| 02.  | Karl Geiger           | 785    |
| 03.  | Halvor Egner Granerud | 613    |
| 04.  | Marius Lindvik        | 543    |
| 05.  | Markus Eisenbichler   | 471    |
| 06.  | Anže Lanišek          | 401    |
| 07.  | Stefan Kraft          | 395    |
| 08.  | Jan Hörl              | 380    |
| 09.  | Robert Johansson      | 369    |
| 10.  | Killian Peier         | 338    |